# 沙伊迪茨
沙伊迪茨是德国图林根州的一个市镇。总面积1.68平方公里，总人口41人，其中男性21人，女性20人（2011年12月31日），人口密度24人/平方公里。